# Monster Hunter Diary
 (mai 2021).
La mise en forme du texte ne suit pas les recommandations de Wikipédia : il faut le « wikifier ».
Les points d'amélioration suivants sont les cas les plus fréquents. Le détail des points à revoir est peut-être précisé sur la page de discussion.
- Les titres sont pré-formatés par le logiciel. Ils ne sont ni en capitales, ni en gras.
- Le texte ne doit pas être écrit en capitales (les noms de famille non plus), ni en gras, ni en italique, ni en « petit »…
- Le gras n'est utilisé que pour surligner le titre de l'article dans l'introduction, une seule fois.
- L'italique est rarement utilisé : mots en langue étrangère, titres d'œuvres, noms de bateaux, etc.
- Les citations ne sont pas en italique mais en corps de texte normal. Elles sont entourées par des guillemets français : « et ».
- Les listes à puces sont à éviter, des paragraphes rédigés étant largement préférés. Les tableaux sont à réserver à la présentation de données structurées (résultats, etc.).
- Les appels de note de bas de page (petits chiffres en exposant, introduits par l'outil «  Source ») sont à placer entre la fin de phrase et le point final[comme ça].
- Les liens internes (vers d'autres articles de Wikipédia) sont à choisir avec parcimonie. Créez des liens vers des articles approfondissant le sujet. Les termes génériques sans rapport avec le sujet sont à éviter, ainsi que les répétitions de liens vers un même terme.
- Les liens externes sont à placer uniquement dans une section « Liens externes », à la fin de l'article. Ces liens sont à choisir avec parcimonie suivant les règles définies. Si un lien sert de source à l'article, son insertion dans le texte est à faire par les notes de bas de page.
- La présentation des références doit suivre les conventions bibliographiques. Il est recommandé d'utiliser les modèles {{Ouvrage}}, {{Chapitre}}, {{Article}}, {{Lien web}} et/ou {{Bibliographie}}. Le mode d'édition visuel peut mettre en forme automatiquement les références.
- Insérer une infobox (cadre d'informations à droite) n'est pas obligatoire pour parachever la mise en page.

Pour une aide détaillée, merci de consulter Aide:Wikification.
Si vous pensez que ces points ont été résolus, vous pouvez retirer ce bandeau et améliorer la mise en forme d'un autre article.
Monster Hunter Diary: Poka Poka Airou Village (モンハン日記 ぽかぽかアイルー村, Monhan Nikki Poka Poka Airū Mura) est un jeu dérivé de la série Monster Hunter, développé par FromSoftware et publié par Capcom pour la PlayStation Portable. Il a été publié au Japan le 26 août 2010. Le mot airou (アイルー, airū) est l'équivalent japonais de felyne, une espèce fictive de chat sapient qui apparaît dans les jeux Monster Hunter. Le joueur donne des ordres aux felynes afin de progresser dans les quêtes, sans en avoir un contrôle direct. Le jeu utilise un style artistique cartoon qui tranche face au style plus réaliste des jeux principaux Monster Hunter. L'accent est davantage mis sur la gestion du village. Quelques objets Hello Kitty sont également disponibles dans le jeu.
Monster Hunter Diary Poka Poka Airou Village G (モンハン日記 ぽかぽかアイルー村G, Monhan Nikki Poka Poka Airū Mura G) est une extension du jeu original publiée le 10 août 2011 au Japon.
Monster Hunter Diary Giri Giri Airou Village (モンハン日記 ぎりぎりアイルー村, Monhan Nikki Giri Giri Airū Mura) est une série télévisée de 10 courts épisodes développée pour promouvoir le jeu Poka Poka Airou Village. 
Une version Nintendo 3DS du jeu, intitulée Monster Hunter Diary: Poka Poka Airou Village DX (モンハン日記 ぽかぽかアイルー村DX, Monhan Nikki Poka Poka Airū Mura DX) a été publiée au Japon le 10 septembre 2015.